# Biedrzychowice (gmina w rejencji opolskiej)
Biedrzychowice (niem. Amtsbezirk Friedersdorf) – zbiorowa gmina wiejska (Amtsbezirk) w powiecie prudnickim, rejencji opolskiej. Funkcjonowała w latach 1874–1945 w Rzeszy Niemieckiej. Siedzibą gminy były Biedrzychowice (Friedersdorf).
Gminę Biedrzychowice utworzono 1 maja 1874 na obszarze powiatu prudnickiego. Powstała z obszaru gromad Biedrzychowice i Zwiastowice (Schwesterwitz) oraz czterech majątków ziemskich. Pierwszym administratorem okręgu został Albert Kny zamieszkały w Zwiastowicach.
Jednostka przetrwała do 1945 roku. Po II wojnie światowej została zniesiona. W grudniu 1945 władze polskie utworzyły w reaktywowanym powiecie prudnickim gminę Biedrzychowice w innych granicach administracyjnych.